# Estadi García Hermanos
L'Estadi Municipal García Hermanos és un camp de futbol del municipi gallec de Betanzos, a la província de La Corunya, Galícia. És propietat de l'Ajuntament de Betanzos i hi juga els seus partits com a local el Betanzos Club de Fútbol.
El terreny de joc és de gespa natural, amb unes mesures de 105×61 metres i compta amb capacitat per a 5.000 espectadors.

## Història
El 10 d'abril de 1989, en un acte presidit pel llavors alcalde de Betanzos, Manuel Lagares Pérez, i el president de la Diputació de La Corunya, José Manuel Romay Beccaría, al costat d'altres autoritats autonòmiques i provincials, va ser presentat el projecte i maqueta d'un nou camp de futbol per a Betanzos.
Es va inaugurar el 12 d'agost de 1990 amb un partit amistós entre el Brigantium i el Deportivo de La Corunya i hi juga els seus partits com a local el Betanzos CF. El seu terreny de joc és de gespa natural i compta amb una graderia coberta amb capacitat per a 5.000 espectadors. La corporació municipal el va batejar amb aquest nom com a homenatge als Germans García Naveira.
En 1993 el Deportivo de La Corunya dirigit per Arsenio Iglesias, conegut en aquella època com a "Superdépor", va jugar un partit amistós contra el conjunt betanceiro que, en aquells dies, comptava en el seu equip amb el germà de Bebeto.
Aquest camp va substituir al vell camp municipal d'O Carregal, també de titularitat municipal i situat a prop, que encara es conserva per als entrenaments i ús de les categories inferiors del Betanzos CF.